# Riga FC
Actualités
Le Riga FC est un club letton de football basé à Riga qui dispute depuis 2016 la première division. Le club est sacré champion pour la première fois de son histoire lors de la saison 2018 et conserve son titre en 2019 puis en 2020.

## Histoire

### Genèse du club (2014-2016)
Le club est officiellement enregistré en avril 2014. Il est issu de la fusion de deux clubs de Riga le FC Caramba Riga et le Dinamo Rīga. Le club issue de la fusion gagne la deuxième division et obtient son ticket pour la première division sous le nom de FC Caramba/Dinamo. Le club change de nom et devient le FC Riga.

### Début et succès en première division (depuis 2016)
Pour ses débuts en première division, le club termine à la 4e place sur huit de la saison 2016. La même année le club perd en finale de la Coupe de Lettonie contre le FK Ventspils. Lors de la saison suivante, le club termine à la 3e place et se qualifie pour la première fois de son histoire pour la Ligue Europa et ceci pour l'édition 2018-2019. De plus le club perd de nouveau en finale de la Coupe de Lettonie mais cette fois ci contre le FK Liepāja.
La saison 2018 est celle du premier titre. Le titre est remporté alors que le club ne possède seulement 4 points d'avance sur le FK Ventspils. Après deux échec en finale de la Coupe de Lettonie le Riga FC tient sa première victoire et ceci en finale contre le FK Ventspils. Cette victoire permet au club de réalisé le doublé. Pour leur première apparition sur la scène européenne les lettons se font éliminer dès le premier tour de la Ligue Europa par les Bulgares du CSKA Sofia et ceci lors des tirs au but.
Le Riga FC participe au 1er tour de qualification de la Ligue des champions à la suite de son titre. À la suite de deux matchs nuls zéro partout contre les irlandais du Dundalk FC, les lettons sont éliminés aux tirs au but et sont repêchées pour la Ligue Europa. Le Riga FC franchit les deux premiers tours grâce aux buts marqués à l'extérieur, contre les polonais du Piast Gliwice puis les finlandais du HJK Helsinki, et atteint ainsi les barrages de la compétition. En barrages le Riga FC affronte les danois du FC Copenhague. Le premier match, à l'extérieur, se solde par une défaite 3-1. La victoire 1-0 au match retour ne sera pas suffisante et le Riga FC est éliminé. Sur le plan national le club conserve son titre de champion mais se fait éliminer de la Coupe de Lettonie en demi-finale par le FK RFS. 

#### Un géant endormi
Les joueurs de Riga vont ensuite remporter un nouveau titre de champion en 2020 avant de laisser filer le championnat en 2021 au profit du FK RFS. En 2022, les rigois termine à la seconde place derrière Valmiera. Pendant la saison 2021-2022, les joueurs de Riga atteignent les barrages de Ligue Europa Conférence mais s'inclinent contre Lincoln Red Imps.
Le début de la saison 2023 est d'une grande qualité puisque l'équipe remporte dix de ses douze premiers matchs sans perdre en perdre un . Malheureusement, les hommes de Tomislav Stipic, coach nommé en début de saison 2023, réalisent une fin de saison décevante, laissant s'échapper le titre au profit du FK RFS qui remporte ainsi un second championnat dans son histoire. A l'issue de cette saison, Tomislav Stipic est remercié. Son remplaçant, Simo Valakari, arrive en provenance du FK Auda qu'il a mené à une troisième place historique en 2023. 
Le début de saison 2024 est timide de la part des rigois : 3 défaites en 10 matchs, dont une dans le derby de Riga contre les concurrents au titre du FK RFS. À la mi-saison, l'équipe occupe la place de dauphin, distancé de cinq points par RFS mais largement devant Valmiera. Fin Septembre, le départ de Simo Valakari est annoncé, ce-dernier ayant accepté de s'engager en Écosse avec St Johnstone. Mareks Zuntners lui succède jusqu'à la fin de saison mais ne peut pas empêcher RFS de remporter un second titre consécutif. En coupe, le club est éliminé en demi-finale par RFS, futur vainqueur de la compétition. 
Durand l'intersaison, de nombreux joueurs quittent le club, dont les cadres Miloš Jojić et Hrvoje Babec. En Janvier, l'arrivée du slovaque Adrián Gul'a comme nouvel entraîneur pour la saison à venir est officialisée. 

## Bilan sportif

### Palmarès
- Championnat de Lettonie (3)
  - Champion : 2018, 2019 et 2020.
  - Vice-champion : 2022 et 2023.
- Coupe de Lettonie (2) :
  - Vainqueur : 2018 et 2023.
  - Finaliste : 2016 et 2017.
- Championnat de Lettonie D2 (1)
  - Champion : 2015.

### Bilan par saison
Légende
- Vainqueur de la compétition
- Vice-champion ou finaliste de la compétition
- Troisième de la compétition

| Saison | Championnat | Championnat | Championnat | Championnat | Championnat | Championnat | Championnat | Championnat | Championnat | Championnat | Coupe de Lettonie   | Coupes d'Europe | Coupes d'Europe  |
| Saison | Division    | Pos         | Pts         | J           | V           | N           | D           | BP          | BC          | Diff        | Coupe de Lettonie   | C               | Résultat         |
| ------ | ----------- | ----------- | ----------- | ----------- | ----------- | ----------- | ----------- | ----------- | ----------- | ----------- | ------------------- | --------------- | ---------------- |
| 2015   | 2e          | 1er         | 84          | 30          | 27          | 3           | 0           | 142         | 14          | +128        | Huitièmes de finale | —               | —                |
| 2016   | 1re         | 5e          | 36          | 28          | 8           | 12          | 8           | 28          | 24          | +4          | Finale              | —               | —                |
| 2017   | 1re         | 3e          | 37          | 24          | 10          | 7           | 7           | 28          | 20          | +8          | Finale              | —               | —                |
| 2018   | 1re         | 1er         | 64          | 28          | 20          | 4           | 4           | 45          | 16          | +29         | Vainqueur           | C3              | Premier tour Q   |
| 2019   | 1re         | 1er         | 66          | 32          | 20          | 6           | 6           | 59          | 21          | +38         | Demi-finales        | C1              | Premier tour Q   |
| 2019   | 1re         | 1er         | 66          | 32          | 20          | 6           | 6           | 59          | 21          | +38         | Demi-finales        | C3              | Barrages Q       |
| 2020   | 1re         | 1er         | 69          | 27          | 23          | 0           | 4           | 60          | 21          | +39         | Quarts de finale    | C1              | Premier tour Q   |
| 2020   | 1re         | 1er         | 69          | 27          | 23          | 0           | 4           | 60          | 21          | +39         | Quarts de finale    | C3              | Troisième tour Q |
| 2021   | 1re         | 4e          | 50          | 28          | 14          | 8           | 6           | 54          | 26          | +28         | Demi-finales        | C1              | Premier tour Q   |
| 2021   | 1re         | 4e          | 50          | 28          | 14          | 8           | 6           | 54          | 26          | +28         | Demi-finales        | C4              | Barrages Q       |
| 2022   | 1re         | 2e          | 81          | 36          | 26          | 3           | 7           | 68          | 23          | +45         | Huitièmes de finale | C4              | Troisième tour Q |
| 2023   | 1re         | 2e          | 88          | 36          | 27          | 7           | 2           | 89          | 21          | +68         | Vainqueur           | C4              | Troisième tour Q |
| 2024   | 1re         | 2e          | 87          | 36          | 27          | 6           | 3           | 99          | 23          | +76         | Demi-finales        | C4              | Deuxième tour Q  |

### Bilan européen
Légende
- Victoire ou qualification pour le tour suivant
- Match nul
- Défaite ou élimination de la compétition

Note : dans les résultats ci-dessous, le score du club est toujours donné en premier
| Saison    | Compétition             | Tour             | Club               | Domicile | Extérieur | Total             |
| --------- | ----------------------- | ---------------- | ------------------ | -------- | --------- | ----------------- |
| 2018-2019 | Ligue Europa            | Premier tour Q   | CSKA Sofia         | 1 - 0    | 0 - 1     | 0 - 0 (3 - 5 tab) |
| 2019-2020 | Ligue des champions     | Premier tour Q   | Dundalk FC         | 0 - 0    | 0 - 0     | 0 - 0 (4 - 5 tab) |
| 2019-2020 | Ligue Europa            | Deuxième tour Q  | Piast Gliwice      | 2 - 1    | 2 - 3     | 4E - 4            |
| 2019-2020 | Ligue Europa            | Troisième tour Q | HJK Helsinki       | 1 - 1    | 2 - 2     | 3E - 3            |
| 2019-2020 | Ligue Europa            | Barrages Q       | FC Copenhague      | 1 - 0    | 1 - 3     | 2 - 3             |
| 2020-2021 | Ligue des champions     | Premier tour Q   | Maccabi Tel-Aviv   | N/A      | 0 - 2     | 0 - 2             |
| 2020-2021 | Ligue Europa            | Deuxième tour Q  | SP Tre Fiori       | 1 - 0    | N/A       | 1 - 0             |
| 2020-2021 | Ligue Europa            | Troisième tour Q | Celtic FC          | 0 - 1    | N/A       | 0 - 1             |
| 2021-2022 | Ligue des champions     | Premier tour Q   | Malmö FF           | 1 - 1    | 0 - 1     | 1 - 2             |
| 2021-2022 | Ligue Europa Conférence | Deuxième tour Q  | FK Shkëndija       | 2 - 0    | 1 - 0     | 3 - 0             |
| 2021-2022 | Ligue Europa Conférence | Troisième tour Q | Hibernians FC      | 0 - 1    | 4 - 1 ap  | 4 - 2             |
| 2021-2022 | Ligue Europa Conférence | Barrages Q       | Lincoln Red Imps   | 1 - 1    | 1 - 3 ap  | 2 - 4             |
| 2022-2023 | Ligue Europa Conférence | Premier tour Q   | Derry City         | 2 - 0    | 2 - 0     | 4 - 0             |
| 2022-2023 | Ligue Europa Conférence | Deuxième tour Q  | MFK Ružomberok     | 2 - 1    | 3 - 0     | 5 - 1             |
| 2022-2023 | Ligue Europa Conférence | Troisième tour Q | Gil Vicente        | 1 - 1    | 0 - 4     | 1 - 5             |
| 2023-2024 | Ligue Europa Conférence | Premier tour Q   | Víkingur Reykjavík | 2 - 0    | 0 - 1     | 2 - 1             |
| 2023-2024 | Ligue Europa Conférence | Deuxième tour Q  | Kecskeméti TE      | 3 - 1 ap | 1 - 2     | 4 - 3             |
| 2023-2024 | Ligue Europa Conférence | Troisième tour Q | FC Twente          | 0 - 3    | 0 - 2     | 0 - 5             |
| 2024-2025 | Ligue Conférence        | Deuxième tour Q  | Śląsk Wrocław      | 1 - 0    | 1 - 3     | 2 - 3             |
| 2025-2026 | Ligue Conférence        | Deuxième tour Q  | FC Dila Gori       | 2 - 1    | 3 - 3     | 5 - 4             |
| 2025-2026 | Ligue Conférence        | Troisième tour Q | Beitar Jérusalem   | 3 - 0    | 1 - 3     | 4 - 3             |
| 2025-2026 | Ligue Conférence        | Barrages Q       | Sparta Prague      | -        | -         | -                 |

## Personnalités du club

### Présidents
- Alexander Bacharine

### Entraîneurs
La liste suivante présente les différents entraîneurs du club.
- Mihails Koņevs (mars 2015-novembre 2015)
- Kirill Kourbatov (janvier 2016-avril 2016)
- Dmitri Khomukha (en) (avril 2016-août 2016)
- Vladimir Voltchek (août 2016-avril 2017)
- Mihails Koņevs (avril 2017-mai 2017)
- Ievgueni Perevertaïlo (mai 2017-juillet 2017)
- Slaviša Stojanovič (juillet 2017-décembre 2017)
- Goce Sedloski (janvier 2018-mai 2018)
- Mihails Koņevs (mai 2018-juillet 2018)
- Viktor Skripnik (juillet 2018-janvier 2019)
- Luís Pimenta (février 2019-mars 2019)
- Mihails Koņevs (mars 2019)
- Oleg Koubarev (en) (mars 2019-avril 2019)
- Mihails Koņevs (avril 2019-février 2020)
- Oleg Kononov (février 2020-novembre 2020)
- Mihails Koņevs novembre 2020-janvier 2022))
- Thorsten Fink (janvier 2022)-mai 2022))
- Sandro Perkovic (juin 2022)-

### Joueurs célèbres ou marquants
- Mikael Soisalo
- Kévin Bérigaud
- Aleksejs Višņakovs
- Antons Kurakins
- Artūrs Zjuzins
- Kaspars Gorkšs
- Oļegs Laizāns
- Valērijs Šabala

## Stade

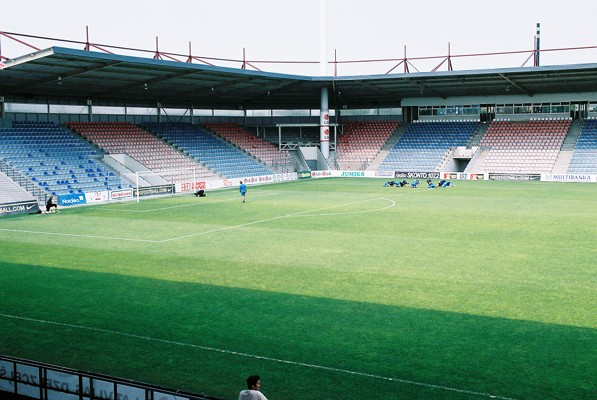
Vue panoramique du Skonto Stadions

En 2016, à la suite de la dissolution du Skonto Riga et de la promotion en Virslīga, le club emménage au Skonto Stadion. Le stade conservera son nom en hommage au club défunt qui a remporté quinze fois le championnat national.
Le stade possède une capacité de 9 500 places.

### Mežaparks Sports Village
Le Riga FC dispose d'un deuxième stade qui lui appartient au sein du Mežaparks Sports Village, un important complexe sportif letton. Lorsque le Skonto Stadion ne peut pas être utilisé, l'équipe fanion joue ses matchs à domicile au sein du complexe sur un terrain doté d'une petite tribune d'une capacité de 2 000 places environ.